# ینی جامی
ینی جامی (به لاتین: Yeni Jami) یک منطقهٔ مسکونی در قبرس شمالی است که در ناحیه نیکوزیا واقع شده‌است. ینی جامی ۳٬۱۸۵ نفر جمعیت دارد.